# كريس كيتشن
كريس كيتشن (بالإنجليزية: Chris Kitchen)‏ هو نقابي بريطاني، ولد في 23 يونيو 1966.